# Калес Отеро, Франсиско
Франсиско Калес Отеро (исп. Francisco Calés Otero; 12 февраля 1925, Мадрид — 10 августа 1985, Вилья-дель-Прадо) — испанский композитор и музыкальный педагог.
Сын и ученик Франсиско Калеса Пины, получил под руководством своего отца разностороннюю музыкальную подготовку как композитор, инструменталист и теоретик. Изучал также композицию у Конрадо дель Кампо. С 1947 г. экстраординарный, с 1949 г. ординарный профессор Мадридской консерватории по классу сольфеджио, с 1953 г. заведующий кафедрой контрапункта и фуги, в 1966—1970 гг. директор консерватории. Затем работал в Министерстве образования Испании.
Первое признание как композитор Калес Отеро получил в конце 1940-х гг. в связи с двумя скрипичными сонатами, особенно ре-мажорной «Гвидо д’Ареццо», которая была отмечена премией Эдуардо Ауноса. Наибольшим вниманием пользовались его камерные сочинения, в том числе фортепианные пьесы.
В мадридском пригороде Вилья-дель-Прадо имя Калеса Отеро носит площадь (исп. Plaza Francisco Calés Otero).